# Mario Monge
Mario Antonio Monge (San Salvador, 1938. november 27. – 2009. május 31.) salvadori válogatott labdarúgó.

## Pályafutása

### Klubcsapatban
Pályafutása során számos salvadori csapatban megfordult, melyek a következők voltak: Once Municipal, CD FAS, Alianza FC.

### A válogatottban
A salvadori válogatott tagjaként részt vett az 1970-es világbajnokságon, ahol két csoportmérkőzésen lépett pályára.

## Sikerei, díjai
CD FAS
- Salvadori bajnok (1): 1962–63

Alianza FC
- Salvadori bajnok (2): 1965–66, 1966–67